# Gud
Карл-Микаэль Гёран «Мике» Берландер (швед. Carl-Mikael Göran «Micke» Berlander, 29 августа 1995, Стокгольм, Швеция), профессионально известный как Gud (Гуд) (ранее как Yung Gud) — шведский диджей и продюсер, наиболее известный как участник стокгольмского коллектива Sad Boys рэппера Yung Lean. Он начал продюсировать в возрасте двенадцати лет, создавая психоделическую транс музыку, которая сильно повлияла на его звуковую палитру. 
Помимо его роли в Sad Boys, он выпустил мини-альбом «Beautiful, Wonderful» и выступил в качестве продюсера для нескольких исполнителей, включая Холзи. Он также сделал несколько ремиксов на песни других исполнителей, таких как Jacques Greene, Kacy Hill и Тинаше. Эти ремиксы также получили положительные отзывы критиков от таких изданий, как Complex и The Fader.

## Личная жизнь
Берландер принадлежит к семье смешанной расы, поскольку его дед-нигериец познакомился с его бабушкой шведкой в Лондоне. Он сказал, что его принадлежность к смешанной расе заставляет его чувствовать себя «на этом маленьком острове». После развода родителей, когда ему было десять лет, его отец и его старшая сестра переехали в пригород Стокгольма, отличающийся от того, где он жил в то время . Берландер, как и другие участники Sad Boys, описали жизнь в Стокгольме как «скучную» и «несчастную». Хотя он прожил в городе большую часть своей жизни, Берландер когда-то жил в небольшом городском районе под названием Гнеста, который, по его мнению, был шведским эквивалентом Кентукки: «Глупые люди и пьяницы, я не знаю. Там так отстойно и скучно». Он сказал, что его мать «любила его баловать». Он плохо учился в школе и в итоге бросил учёбу, чтобы заняться музыкой, и его отец всегда неоднозначно относился к этому решению; он всегда призывал его «просто ходить в школу и быть хорошим человеком», говоря, что «ты не можешь заниматься музыкой без гитары». Однако в интервью 2014 года Берландер сказал, что его отец стал немного больше поддерживать его и вникать в то, чем он занимается. В том же интервью он также заявил, что трезв, хотя сказал, что хотел бы попробовать прометазин, «потому что это лекарство. Но трава и наркотики — нет, только не это».

## Sad Boys

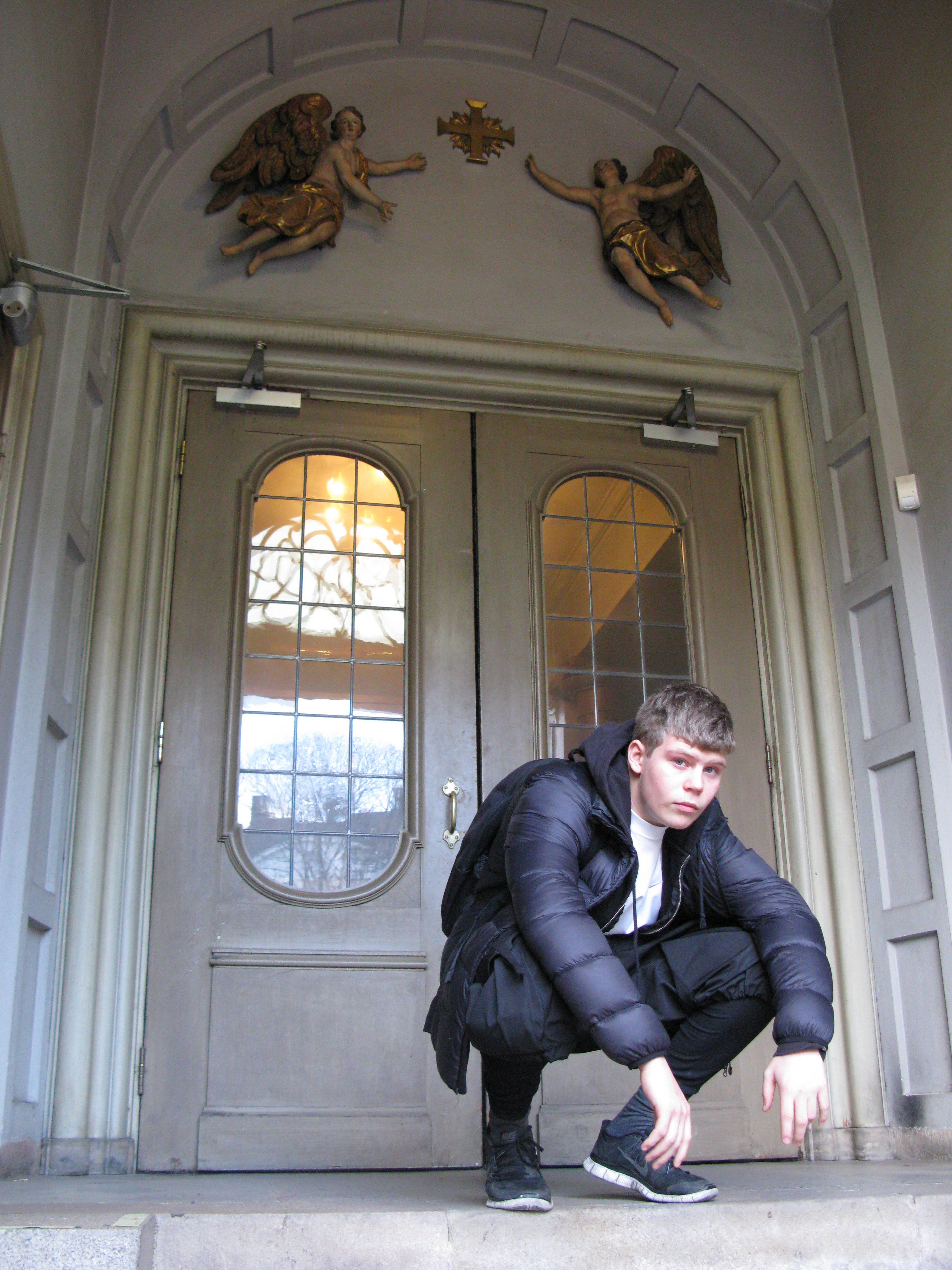
Yung Lean в Стокгольме в 2013.

Yung Gud о том, как он впервые встретил Yung Lean: "Моя подруга была его подругой в то время. И она познакомила его с моим другом и со мной, и, в общем-то, так я с ним и познакомился. Мы выпили немного пива в парке и подумали: «Нам нравится одна и та же музыка, мы должны когда-нибудь что-нибудь записать».
Они всегда думали о совместном создании материала, но начали делать это только в октябре 2012 года, выпустив трек «Oreomilkshake»: «Я думаю, мы были пьяны в его подвале и создали „Oreomilkshake“. Потом я просто сделал несколько битов, когда у меня было время».
Он объяснил, как появилось название Sad Boys: «Я собирался купить одежду в магазине с Yung Sherman, но он был закрыт, и мне стало грустно, вот и всё». Что касается сценического имени Yung Gud, Берландер придумал просто слово Gud, а затем решил изменить его на Yung Gud, чтобы сделать его смешнее что он назвал «глупым решением». Хотя он надеется на сотрудничество с другими исполнителями в 2014 году он сказал, что очень сосредоточен на своей работе для Sad Boys и своём сольном материале.
Продюсирование Yung Gud для работ Yung Lean вызвало положительные отзывы критиков, некоторые отмечают, как оно дополняет рэп Lean, и, по словам одного журналиста, его «пышные» и «мелодичные» биты были основной частью симпатии слушателей к Lean.
Yung Gud признался, что ему нравится Yung Lean, и что со временем он стал более «уверенным» как рэпер. Он думает, что «он заставляет людей чувствовать себя как-то иначе». Он не согласен с распространённым сравнением Lean с Lil B, хотя и понимает, почему это сравнение делается. Однако он также сказал, что «в нем всегда что-то не так. Это как что-то неправильное во всей этой истории с Sad Boys. Люди очень, очень злятся или очень радуются, когда слышат его. В этом его главная привлекательность. Он заставляет людей испытывать те или иные чувства».
Во время тура с Sad Boys во время популярности альбома Yung Lean «Unknown Memory» Берландер начал страдать от злоупотребления стимуляторами, такими как кокаин, а также бензодиазепиновым препаратом от тревоги ксанаксом, как и другие члены группы. Это привело к тому, что он больше не мог «узнавать себя». В результате он решил вернуться в Швецию, чтобы провести время со своей семьёй.

### Альбомы
- Foreign Exchange (совместно с Rx Papi) (2021)[12]

### Мини-альбомы
- Beautiful, Wonderful (2014)[13]
- Frutta e Verdura (совместно с Whitearmor) (2020)
- Red Cup 2022 (совместно с Bård Ericsson) (2022)

### Синглы
- Body Horror (2016)[14]
- N.L.M.B (совместно с Rx Papi) (2021)
- Begotten (совместно с Juno R13) (2022)

## Продюсирование
Yung Lean — Unknown Death 2002
- 01. «Nitevision» (совместно с Bladee)
- 02. «Gatorade»
- 03. «Princess Daisy»

Yung Lean — Lavender
- 01. «Oreomilkshake»
- 02. «Ginseng Strip 2002»

Yung Lean — Unknown Memory
- 01. «Blommor (Intro)»
- 02. «Blinded»
- 03. «Yoshi City»
- 04. «Ice Cold Smoke»
- 05. «Dog Walk (Intermission)»
- 06. «Ghosttown» (совместно с Трэвис Скотт)
- 07. «Volt» (спродюсировано с Whitearmor)
- 08. «Helt Ensam (Outro)»

Yung Lean — Kyoto
- 01. «Kyoto»

Thaiboy Digital — Tiger
- 01. «Haters Broke» (спродюсировано с Whitearmor)
- 09. «Vän» (спродюсировано с Whitearmor)

Yung Lean — Warlord
- 01. «Immortal»
- 02. «Highway Patrol» (совместно с Bladee) (спродюсировано с Yung Sherman и Mike Dean)
- 03. «Fantasy» (совместно с Lil Flash) (спродюсировано с Yung Sherman и Karman)
- 04. «Afghanistan» (спродюсировано с Whitearmor)
- 05. «Hoover»
- 06. «Stay Down» (спродюсировано с Yung Sherman)
- 07. «More Stacks» (спродюсировано с Yung Sherman и Mike Dean)
- 08. «AF1s» (совместно с Ecco2K) (спродюсировано с Yung Sherman)
- 09. «Hocus Pocus» (совместно с Bladee) (спродюсировано с Yung Sherman)
- 10. «Miami Ultras» (спродюсировано с Yung Sherman)

Коллекционное издание с бонусными треками
- 01. «How U Like Me Now?»

Yung Lean — Frost God
- 01. «Back at It»

Yemi — Neostockholm (2016)
- 01. «Skiner»
- 02. «Gratulera När Du Ser Mig»
- 11. «Fenix»

Yung Lean — Stranger (2017)
- 02. «Red Bottom Sky»
- 03. «Skimask»
- 04. «Silver Arrows» (спродюсировано с Whitearmor)
- 05. «Metallic Intuition»
- 06. «Push / Lost Weekend»
- 08. «Drop It / Scooter» (спродюсировано с Whitearmor)
- 09. «Hunting My Own Skin» (спродюсировано с Whitearmor)
- 11. «Snakeskin / Bullets»
- 13. «Agony»
- 14. «Yellowman» (спродюсировано с Yung Sherman)

Yemi — Neoyemi Vol. 1 (2017)
- 03. «Top Speed» (спродюсировано с Yemi)

Huncho Jack — Huncho Jack, Jack Huncho (2017)
- 08. «Dubai Shit» (co-produced by Vinylz, OZ and Yung Lean)

Thaiboy Digital — Legendary Member (2019)
- 02. «Nervous»
- 03. «Can’t Tell» (спродюсировано с Woesum)
- 04. «Kiss Me Through the Scope»
- 05. «IDGAF» (спродюсировано с Whitearmor)
- 07. «Kit Kat»
- 08. «Lip Service» (при участии Ecco2k)
- 09. «Beijing» (спродюсирован с

Whitearmor)
- 10. «Spinnin» (спродюсировано с Whitearmor)
- 11. «Baby (Legendary Member)» (при участии Ecco2K) (спродюсировано с Woesum и Whitearmor)

Ecco2K — E
- 02. «Peroxide»
- 03. «Fragile»
- 04. «Bliss Fields»
- 06. «Cc» (спродюсировано с Whitearmor)
- 10. «Security!» (спродюсировано с Mechatok)
- 11. «Time»
- 12. «Blue Eyes»

Yemi — Rave (2019)
- 04. «tbh»

Bladee — Exeter (2020)
- 01. «Mirror (Hymn) (Intro)»
- 02. «Wonderland» (при участии Ecco2K)
- 03. «Merry-Go-Round»
- 04. «Rain3ow Star (Love Is All)»
- 05. «Every Moment Special»
- 06. «DNA Rain»
- 07. «Open Symbols (Play) Be in Your Mind»
- 08. «Lovestory» (при участии Ecco2K)
- 09. «Imaginary»

Moh Baretta — #THISISNOTADRILLX2 (2021)
- 16. «80 DAYS»
- 17 «C’EST LA VIE II» (спродюсировано с 1Chai)

Aamu Kuu — Vive La France / AAA (2021)
- 01. «Vive La France (Hardcore Muzik)»
- 02. «AAA »

Yemi — Heartmusic (2021)
- 01. «Dead Set» (спродюсировано с Yemi)
- 06. «Life is Strange» (спродюсировано с Yemi)
- 11. «Sunshower» (спродюсировано с Yemi)

RealYungPhil — Opening Doors (2022)
- 01. «Opening Doors»

RealYungPhil — Victory Music (2022)
- 01. «Victory Music»